# Cristóvão Borges
Cristóvão Borges dos Santos, est un footballeur brésilien devenu entraîneur, né le 9 juin 1954 à Salvador de Bahia ( Brésil), il évoluait au poste de milieu de terrain.

## Biographie

### Carrière
Formé dans les équipes de jeunes de l'ES Bahia, il porte ensuite les maillots de Fluminense, du Grêmio Porto Alegre et des Corinthians. 
Il remporte la Copa América en 1989 avec la sélection brésilienne. 
Après sa retraite, il devient l'adjoint de Ricardo sur le banc de CR Vasco da Gama jusqu'à l'AVC de ce dernier. Il devient alors entraineur principal du club et conduit son équipe à la  deuxième place du classement.
Le 20 juin 2016, il est l'entraîneur du club brésilien des Corinthians. Il est démis de ses fonctions en septembre suivant et remplacé par son adjoint, Fábio Carille.

## Palmarès
Bahia :
- Championnat de Bahia : 1977 et 1978

Fluminense :
- Championnat de Rio : 1980

Atlético Paranense :
- Championnat du Paraná : 1983 et 1985

Brésil :
- Jeux panaméricains : 1979
- Copa América : 1989